# طمروق أرمد
طُمروق أرمد هو خفاش أوروبي كبير من جنس طمروق. لها آذان مميزة طويلة وذات ثنية مميزة. يصطاد فوق الغابات غالبًا في النهار وغالبًا ما يصطاد العث وسُجَّلُ أيضًا أنه يأكل السحالي الصغيرة. يشبه الطمروق المبذول الأكثر شيوعًا ولم تميز نوعًا إلا في الستينيات، ولها بطن شاحب.

## التوزع
موزعة في جميع أنحاء أوروبا باستثناء شبه الجزيرة الاسكندنافية.